# Интерпол
Међународна полицијска организација (енгл. International Police Organization), верб. скр. Интерпол (од енгл. INTERPOL — акр. скр. ИНТЕРПОЛ), је организација која се бави међународном полицијском сарадњом. Основана је 1923. године као Међународна криминалистичка полицијска комисија (енгл. International Criminal Police Commission), а своју телеграфску адресу усвојила је 1956. Не треба је мешати с Међународном полицијом, која има активну улогу као униформисана полиција у ратом захваћеним земљама.
Интерпол је пета по величини међународна организација по броју држава чланица, после Универзалне поштанске уније, ФИБА (Међународне кошаркашке федерације), Уједињених нација и ФИФА-е (Међународне фудбалске организације). Има 194 земаља чланица које Интерполу обезбеђују буџет од 113 милиона долара (2017). (Поређења ради, Европол има буџет од 100 милиона годишње.) Седиште организације је у Лиону, Француска. Њен садашњи председник је Менг Хонгвеј — заменик министра за јавну сигурност у Кини, а генерални секретар Јирген Шток — академик и стручњак за безбедност из Немачке.
Да би задржао политичку неутралност, устав Интерпола забрањује његово мешање у злочине који не обухватају више земаља чланица, или политичке, војне, верске или расне злочине. Његов рад усмерен је на јавну сигурност, тероризам, организовани криминал, ратне злочине, производњу и продају дрога, кријумчарење оружја, трговина белим робљем, прање новца, дечју порнографију, привредни криминал, рачунарски криминал, злочине против интелектуалне својине и корупцију.
У 2013. Генерални секретаријат Интерпола имао је 756 запослених и 181 националних бироа. Интерполових потерница је издато око 34.920 те године.

## Историја
Интерпол је основан у Аустрији 7. септембра 1923. године (пре 101 година и 319 дана) као Међународна криминалистичка полиција (ICP). После Аншлуса (немачке анексије Аустрије) 1938, организација је пала под утицај Нацистичке Немачке, а седиште комисије пресељено је у Берлин 1942. године. Нејасно је, међутим, да ли су и у коликој мери досијеа ИЦП-а коришћена за потребе нацистичког режима.
После Другог светског рата 1945, европски савезници Белгија, Француска, Скандинавија и Велика Британија обновили су организацију под именом Међународна криминалистичка полицијска организација. Седиште је установљено у Сен Клуу, граду у близини Париза, где је остало до 1989. године, када је пресељено у Лион.

## Методологија
Свака земља чланица има свој Национални централни биро (NCB) у коме раде њени држављани. Ови бирои су тачке са комуникацију са Генералним секретаријатом Интерпола, регионалним бироима и другим земљама чланицама у циљу пружања помоћи у међународним истрагама и откривању и хапшењу одбеглих криминалаца. Ово је посебно важно у земљама које имају више полицијских и обавештајних служби; централни биро је јединствена комуникациона тачка за стране службе, које можда не разумеју сложеност система безбедности у појединим земљама с којима желе да сарађују. На пример, Национални централни биро САД се налази у Министарству правде САД. На тај начин се обезбеђује одговарајућа размена података.
Интерпол има велику базу података неразјашњених злочина и осуђених и осумњичених криминалаца. У било које време држава чланица има приступ одређеним деловима базе података и њене полицијске снаге проверавају информације кадгод се деси неки већи злочин. Разлог лежи у чињеници да рецимо кријумчари дроге или слични криминалци имају међународне везе, и да врше кривична дела у више земаља.
Од 2002. године, Интерпол има и базу података о изгубљеним или украденим идентификационим и путним документима, на основу које државе чланице могу да провере да ли су документи издати од друге земље валидни. Често се, на пример, дешавају злоупотребе пасоша тако да ова база олакшава посао царинским службама држава чланица у откривању лажних пасоша. Почетком 2006. године база је имала преко десет милиона идентификационих докумената, чији су нестанак или крађа пријављени, а очекује се да ће број расти с бројем земаља које Интерполу шаљу своје листе изгубљених докумената.

## Земље чланице
| - Авганистан - Албанија - Алжир - Андора - Ангола - Антигва и Барбуда - Аргентина - Јерменија - Аруба - Аустралија - Аустрија - Азербејџан - Бахами - Бахреин - Бангладеш - Барбадос - Белорусија - Белгија - Белизе - Бенин - Бутан - Боливија - Босна и Херцеговина - Боцвана - Бразил - Брунеј - Бугарска - Буркина Фасо - Бурунди - Камбоџа - Камерун - Канада - Зеленортска Острва - Централноафричка Република - Чад - Чиле - Кина - Колумбија - Комори - Конго - ДР Конго - Костарика - Обала Слоноваче - Хрватска - Куба - Курасао - Кипар - Чешка |  | - Данска - Џибути - Доминика - Доминиканска Република - Источни Тимор - Еквадор - Египат - Салвадор - Екваторијална Гвинеја - Еритреја - Естонија - Етиопија - Фиџи - Финска - Француска - Габон - Гамбија - Грузија - Њемачка - Гана - Грчка - Гренада - Гватемала - Гвинеја - Гвинеја Бисао - Гвајана - Хаити - Хондурас - Мађарска - Исланд - Индија - Индонезија - Иран - Ирак - Ирска - Израел - Италија - Јамајка - Јапан - Јордан - Казахстан - Кенија - Кирибати - Јужна Кореја - Кувајт - Киргистан - Лаос - Либан - Летонија |  | - Лесото - Либерија - Либија - Лихтенштајн - Литванија - Луксембург - Северна Македонија - Мадагаскар - Малави - Малезија - Малдиви - Мали - Малта - Маршалска Острва - Мауританија - Маурицијус - Мексико - Молдавија - Монако - Монголија - Црна Гора - Мароко - Мозамбик - Мјанмар - Намибија - Науру - Непал - Холандија - Нови Зеланд - Никарагва - Нигер - Нигерија - Норвешка - Оман - Пакистан - Панама - Папуа Нова Гвинеја - Парагвај - Перу - Филипини - Пољска - Португалија - Катар - Румунија - Русија - Руанда - Сент Китс и Невис - Света Луција - Сент Винсент и Гренадини |  | - Самоа - Сао Томе и Принсипе - Саудијска Арабија - Сан Марино - Сенегал - Србија - Сејшели - Сијера Леоне - Сингапур - Свети Мартин (Х) - Словачка - Словенија - Сомалија - Соломонова Острва - Јужна Африка - Јужни Судан - Шпанија - Шри Ланка - Судан - Суринам - Есватини - Шведска - Швајцарска - Сирија - Таџикистан - Танзанија - Тајланд - Того - Тонга - Тринидад и Тобаго - Тунис - Турска - Туркменистан - Уганда - Украјина - УАЕ - Уједињено Краљевство - Сједињене Државе - Уругвај - Узбекистан - Вануату - Ватикан - Венецуела - Вијетнам - Јемен - Замбија - Зимбабве |

## Подбирои
| - Америчка Самоа - Ангвила - Бермуди - Британска Девичанска Острва - Кајманска Острва - Гибралтар |  | - Хонгконг - Монтсерат - Макао - Порторико - Теркс и Кејкос |

## Чланице УН без чланства
- Микронезија
- Северна Кореја
- Палау
- Тувалу

## Непризнате територије без чланства
- Косово
- Палестина
- Република Кина